# Villarreal de Huerva
Villarreal de Huerva – gmina w Hiszpanii, w prowincji Saragossa, w Aragonii, o powierzchni 27,13 km². W 2011 roku gmina liczyła 230 mieszkańców.